# Монастырь Святого Николая (Бельск-Подляски)
Православный монастырь Святителя Николая в городе Бельске (пол. Monaster św. Mikołaja w Bielsku Podlaskim) на территории Речи Посполитой (Корона Королевства Польского) и Российской Империи (1807-1825) существовал с XVI века до 1825 года.

## История
Вероятными инициаторами основания монастыря примерно в 1506 году были Елена Ивановна (Московская), великая княгиня Литовская и некоронованная королева Польская, и её брат – великий князь Владимирский и Московский, Государь и Великий князь всея Руси Василий III, который пытался с помощью Елены занять литовский престол, рассчитывая таким образом без войны объединить русские земли.
По другой версии (прихода Св. Архангела в Бельск-Подляски) монастырь с её тремя церквями (Успения Божией Матери (Рождества Богородицы), Святого Николая и Архангела Михаила), каждая из которых в разные годы перенимала друг от друга титул Собора, был возведён во времена правления Сигизмуда I Старого, то есть до 1548 года. Все три церкви были основаны в самой старой, "русинской" части города, в непосредственной близости от замка из-за инициативы князя Городецкого, Бельского и Кобринского Михаила Семеновича и княжны Василисы по развитию обширного рынка, расположенного к северу от «нового» замка в направлении Брестского тракта. Возможно, в память основателя одна из церквей монастыря и была названа в честь князя.
И, наконец, по третьей версии (прихода Рождества Пресвятой Богородицы) монастырь и православие в Бельске имеет более древние корни. Первая церковь Рождества Пресвятой Богородицы, как и в городах Минске, Гродно, Полоцке, Хелме, Мельнике, Дрохичин и других, была основана XI-XII веке Киево-Печерской лаврой. Пропустив периоды разрушений и перестроек этой церкви, в её истории важными для монастыря выделяются следующие даты: 1484 – год смерти Василисы и нового основания церкви; 1506 – год Королевского решения Александра Ягеллончика о переносе церкви вне Бельского замка, смерти короля и принятие Бельском на всю жизнь жены короля Елены Ивановны (Московской); 1562 – год реализации Королевского решения.
На то, что монастырь функционировал до 1529 года, указывает получение им земельной собственности под королевской привилегией. Монастырь содержался за счёт пяти гмин Бельского повета (город Бельск-Подляски, предместье города – деревня Кошки (с ~ 1779 г. – Шасталы, Szastały), деревня Пилипки (Pilipki), Проневиче (Proniewicze) и Спички (Spiczki)), данных королевской привилегией. Материальная поддержка монастыря также относилась к обязанностям Богоявленского (Киевского) Братства в Бельске. По документам второй половины XVI века у монастыря была богатая казна: в то же время при нём основаны школа (в настоящее время место средней школы на белорусском языке) и больница. Монастырь оказался значимым для общины Православной Церкви в Польше после Люблинской унии 1569 года, когда город Бельск перешёл к Королевству Польскому.
Дальнейшее повышение значимости общины для Православной Церкви в Польше произошло после Брестской церковной унии (Брестского союза, 1596 г.),  когда многие православные монахи из монастырей переехали в этот монастырь и приняли его резолюции.
Монастырь в Бельске никогда не переходил в руки униатов  (грекокатоликов Русской униатской церкви на территории Речи Посполитой). Более того, в XVII-XVIII веках был одним из центров сопротивления объединения с Римско-католической церковью и переходу в подчинение римскому папе. Для поддержания православия, как и во всей Восточной Польше, приглашались священники из Венгрии, Болгарии, Греции. В конце XVIII века этот и три других монастыря (Успения Божией Матери в Заблудуве и Святой Троицы и Преображения в Дрогичине) оставались последними центрами православия в Подляшье (Подлясье).
С 1795 года Бельский монастырь под властью Пруссии. В том же году два монаха и два игумена образовали монашескую общину в Бельске. В течение последующих 12 лет священник Лоренс (Михальский) провёл существенную реконструкцию главной монастырской (приходской) церкви, в том числе введя в эксплуатацию новый иконостас (1806) и восстановив поврежденный колокол.
С 1807 г. Бельский монастырь под властью Российской Империи и юрисдикцией Минской епархии Русской Православной Церкви. В 1808 г. по просьбе епископа проведена ревизия («кара») монастырского деканата, которая показала хорошее состояние монастырских зданий. В комплексе монастырских построек находились две православные церкви: Святого Николая (у школы, отдельно стоящая, однокупольная) и Успения Пресвятой Богородицы (Рождества Богородицы, связанная с жилым зданием, однокупольная); вне монастыря – православная церковь Архангела Михала. Отдельным зданием была трехэтажная звонница, подвалы которой служили зернохранилищем. У монахов также были комнаты для хранения сена и зерна, а в окрестностях монастыря ему принадлежал фольварк (крупная ферма с крепостными крестьянами).
Изучив результаты, Консистория Минской епархии посчитала целесообразным сохранить функционирование Бельского монастыря, в первую очередь из-за трёх монахов (игумен и два иеромонаха) с двумя послушниками, управлявших приходом с 748 верующими.
В 1825 году из-за низкого прироста прихожан деятельность монастыря в Бельске (как и у 10 других монастырей на территории Польши) была прекращена, две его церкви (Св. Николая и Св. Архангела Михаила) становятся городскими приходскими.
Сохранением в истории памяти о православном монастыре и его двух приходских церквах занимались в 1984-2012 гг. Григорий Афанасьевич Сосна и Доротеуш Фионик.

## Церковь Св. Николая в Бельске

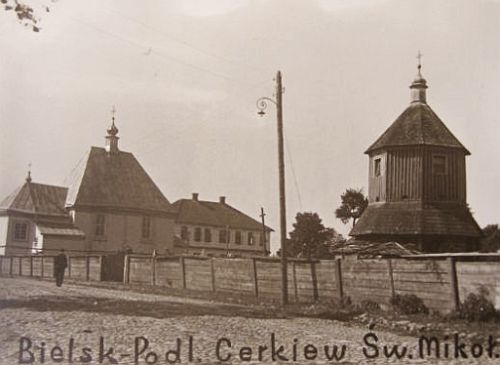
Православная церковь и часовня Св. Николая в Бельск-Подляском в 1939-1941 годах

Православная приходская бревенчатая церковь при школе и больнице, в последний раз отстроенная в 1678 году восьмиугольником, принадлежавшая до 1825 года одноимённому монастырю. На половине высоты окружена аркадой, поддерживаемой колоннами. Крыша палаткой, покрытой черепицей. Сверху башенка с луковичным куполом.
С 1842 года город Бельск после упразднения Белостокской области в составе Бельского уезда Гродненской губернии Российской Империи, городские приходские православные церкви передаются в подчинение Гродненской епархии РПЦ.
Первые русские (белорусские) священники Бельской Соборной Николаевской церкви:
- протоиерей[15], Бельский благочинный[16][17] и сотрудник Попечительства о бедных духовного звания, духовный писатель[18][19] Афанасий Афанасьевич Лопушинский (Atanazy Łopuszyński (пол.), Athanasius Lapušynski (лит.); годы жизни: ? (до 1795 г.) – 10 декабря 1864 г.[18][19]). Награды: до 1860 г. (~ 1857 г.)[20][21] – Синодальный наперсный крест, а также тёмно-бронзовые наперсный крест и медаль в память войны 1853-1856 годов, в 1861 г. – орден Святой Анны 3-й степени[22][23];
- Викентий Игнатьевич Кречетович[24].

Примерно между 1848 и 1856 годами строится новое (с внешней белой штукатуркой) здание церкви с 2 куполами, получившее название Соборной Николаевской Церкви, старое здание становится при ней часовней Святого Николая Чудотворца.
В 1915-1919 годах в ходе Первой мировой войны город был занят германскими войсками, а с 1919 г. в составе Польши, где церкви возвращается первоначальное наименование – церковь Святого Николая, у часовни меняется статус на колокольню. В 1924-1939 годах городские православные церкви в подчинении Гродненской епархии Польской православной церкви, в 1939-1941 годах – Русской православной церкви.
В июне 1941 году церковь вместе с часовней полностью сожжена войсками нацистской Германии.
После Второй мировой войны город возвращён Польше.

## Часовня Св. Николая
Православная приходская бревенчатая часовня, принадлежащая приходу Св. Архангела Михаила в Бельск-Подляске, в Бельск Подляском деканате Варшавско-Бельской Епархии Польской Автокефальной Православной Церкви.
В 1994 году приход, с конца 1989 года имеющий пресвитерий, посвящённый Святому Николаю Чудотворцу, и отмечающий с 1994 года Торжество Реликвии Святого Николая (9/22 мая) как один из приходских праздников, получил землю, на которой были сожжены церковь и часовня Святого Николая, – в центре города, на пересечении улиц Замковой и Юзефа Понятовского.
В 1996 году на этой земле по инициативе Доротеуша Фионика и на средства Братства православной молодежи Белостокско-Гданьской епархии была построена деревянная часовня, посвященная Святому Николай, - копии сожжённой в 1941 году колокольни. Однако новострой не является точной копией: новая часовня ниже оригинала. В остальном же здание также является восьмиугольным, каркасной конструкции на каменном фундаменте. Вокруг восьмигранной аркады, достигающей половины высоты часовни, – крытая черепичная крыша. Всё здание увенчано шатровой крышей (также покрытой черепицей) с луковичным куполом. При входе в часовню справа установлен 8-конечный деревянный крест. Территорию окружает деревянный забор на каменном фундаменте.